# Día de la Soberanía Nacional
El Día de la Soberanía Nacional es un día feriado en Argentina que se celebra anualmente el 20 de noviembre, en conmemoración de la batalla de la Vuelta de Obligado contra Reino Unido y Francia, librada el 20 de noviembre de 1845. La Confederación Argentina se encontraba gobernada por Juan Manuel de Rosas, quien al mismo tiempo ejercía como gobernador de la Provincia de Buenos Aires.
Esta conmemoración fue propuesta, junto con la repatriación de los restos de Juan Manuel de Rosas, por el historiador José María Rosa en 1974 y aprobada por el Congreso de la Nación Argentina y promulgada por la presidente María Estela Martínez de Perón ese mismo año. Años más tarde, el 3 de noviembre de 2010, año del Bicentenario de Argentina, fue promovida a feriado nacional mediante un decreto de necesidad y urgencia por la entonces presidente Cristina Fernández de Kirchner.

## Feriado trasladable
En  2015, fue trasladado al viernes 20 de noviembre; ya que originalmente era el lunes 23, pero para que el fin de semana largo que lo incluía no interfiriera en las elecciones presidenciales celebradas ese año, se resolvió moverlo. Desde entonces pertenece al grupo de los feriados trasladables en Argentina.